# Habitus (minéralogie)

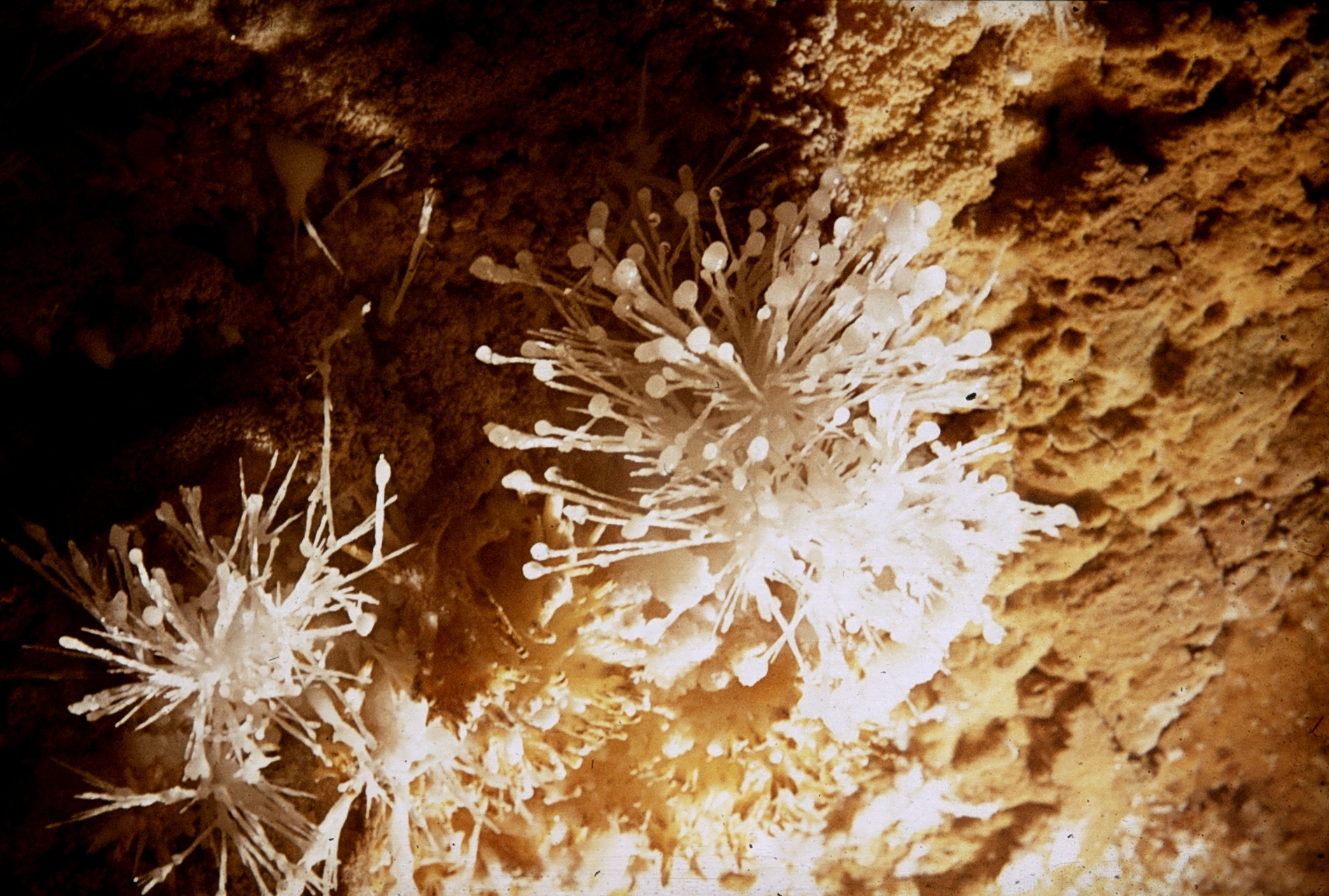
Cristaux d'aragonite sur le plafond de la grotte Ravenska jama en Slovénie.

Pour les articles homonymes, voir Habitus.
Ne doit pas être confondu avec Faciès (géologie).
En minéralogie, l'habitus est la morphologie caractéristique d'un cristal ou d'un agrégat de cristaux, c'est-à-dire le mode d'association le plus fréquent de ses formes cristallines.
Par exemple, le diamant et la pyrite cristallisent tous deux dans le système cubique. Cependant, le diamant se présente habituellement sous la forme (habitus) d'octaèdres brillants, alors que la pyrite forme généralement des cubes aux faces striées, moins souvent des octaèdres.